# Innocenzo Ciocchi del Monte
Innocenzo Ciocchi del Monte, född 1532 i Borgo San Donnino (dagens Fidenza), Emilia-Romagna, död 2 november 1577 i Rom, var en italiensk kardinal.

## Biografi
Innocenzo Ciocchi del Montes mor var tiggare; hans far var okänd. Kardinal Giovanni Maria Ciocchi del Monte tog sig an honom, och hans bror, hertig Baldovino Ciocchi del Monte, adopterade honom.
Monsignor Baldoino di Baldoino Barga fick ansvaret att undervisa den unge Innocenzo. Bargas uppgift var dock hopplös; Innocenzo företedde endast grova sociala färdigheter och hans intellektuella kapacitet var undermålig.
Den 7 februari 1550 valdes kardinal Giovanni Maria Ciocchi del Monte till påve med namnet Julius III och redan den 30 maj samma år upphöjde han Innocenzo Ciocchi del Monte till kardinal; han blev kardinaldiakon med Sant'Onofrio som titeldiakonia. Julius III gjorde honom även till kardinalnepot, det vill säga påvens förtrogne och främste medhjälpare, och påvlig legat i Bologna. Påven insåg dock med tiden att Ciocchi var olämplig som kardinalnepot. Det kom till påvens kännedom att Ciocchi hade en kärleksaffär med poeten Ersilia Cortese, och påven övervägde då att frånta Ciocchi kardinalvärdigheten. Kardinal Ciocchi deltog i konklaven i april 1555, vilken valde Marcellus II till ny påve, och i konklaven i maj samma år, som valde Paulus IV.
På vägen till konklaven 1559 mördade kardinal Ciocchi två män, far och son, vilka hade talat illa om honom. Den nyvalde påven Pius IV lät 1560 fängsla Ciocchi i Castel Sant'Angelo. Följande år placerades han i husarrest i klostret Montecassino, men kunde, efter medling av Cosimo I de' Medici, släppas efter att ha betalat 100 000 scudi. År 1567 anklagades kardinal Ciocchi för att ha våldtagit två kvinnor i närheten av Siena; resultatet blev att påven ånyo förvisade Ciocchi till Montecassino, men han fick behålla sin kardinalvärdighet. Gregorius XIII lät honom dock efter några år återvända till Rom. Ciocchis rykte och förehavanden gjorde att han emellertid aldrig återfick sin forna makt.
Kardinal Ciocchi avled i Rom 1577 och är begravd i Cappella del Monte i kyrkan San Pietro in Montorio på Gianicolo; kardinalen saknar gravsten.